# Liste der Denkmäler des Deutsch-Französischen Krieges im Landkreis Altenkirchen
Diese Liste gibt einen Überblick über Gedenkstätten im Landkreis Altenkirchen (Westerwald), die sich schwerpunktmäßig der Geschichte des Deutsch-Französischen Krieges von 1870/71 widmen.

## Liste
| Bild | Ort           | Lage                                                                                                  | Beschreibung                                                         | Bemerkungen |
| ---- | ------------- | --- | -------------------------------------------------------------------- | --- |
|      | Alsdorf       | Ortsrand, nördlich der Ortslage im Wald                                                               | „Altes Ehrenmal“, Kriegerdenkmal 1866 und 1870/71                    | Obelisk; oberer (noch erhaltener) Teil der Stele des alten Ehrenmals (ohne Kreuz), oberhalb des Friedhofs; erinnert auch an die Gefallenen des Deutschen Kriegs von 1866. |
|      | Altenkirchen  | Marktplatz                                                                                            | Gedenktafel an der Brunnensäule des Kaiser-Wilhelm-Brunnens von 1905 | Tafel wurde 1914/15 entfernt |
|      | Daaden        | In der Ley, südlich oberhalb der Stadt                                                                | Kriegerdenkmal                                                       | Schlanke Stele auf Sockel mit kleinem Zäunchen, errichtet 1874 |
|      | Gebhardshain  | Raiffeisenstraße                                                                                      | Kriegerdenkmal 1870/71                                               | Sockel, Obelisk und Eisernes Kreuz, bez. 1884 |
|      | Gieleroth     | Friedhof, Zum Postweiher (Ortsrand) 50° 40′ 5″ N, 7° 40′ 34″ O                                        | Kriegerdenkmal 1870/71                                               | Steinstele auf Sockel, angedeutete Bomben/Granaten an den Flanken, schwarze Steintafel                                                                                    |
|      | Hamm (Sieg)   | Parc de Roissy, Friedhofstraße 12 50° 45′ 58″ N, 7° 40′ 3″ O                                          | Kriegerdenkmal 1870/71                                               | Erstellt 1872; Sockel, Obelisk und Eisernes Kreuz, restauriert, an neuem Standort.                                                                                        |
|      | Ingelbach     | Friedhof 50° 41′ 1″ N, 7° 42′ 20″ O                                                                   | Kriegerdenkmal 1870/71                                               | Anlage mit Monument aus Sandstein, 3-teilig, Namenstafel (wurde bei Friedhofsumbau nach 2000 entfernt)                                                                    |
|      | Wissen (Sieg) | Steinbuschanlage, Park zwischen Berg-, Steinbusch- und Hachenburger Straße 50° 46′ 46″ N, 7° 44′ 6″ O | Kriegerdenkmal 1866 und 1870/71                                      | bez. 1876, Säule mit bekrönendem Adler und Inschrift für die Gefallenen der Kriege 1866 und 1870/71.                                                                      |